# Estación La Oriental
La Oriental es una estación ferroviaria ubicada en la localidad del mismo nombre, partido de Partido de Junín, Provincia de Buenos Aires, Argentina.

## Servicios
No presta servicios de pasajeros. Por sus vías corren trenes de carga de la empresa estatal Trenes Argentinos Cargas.

## Historia
La estación fue inaugurada por parte del Ferrocarril Buenos Aires al Pacífico, en el ramal Retiro-Junín.